# Bulbophyllum rubiferum
Bulbophyllum rubiferum är en orkidéart som beskrevs av Johannes Jacobus Smith. Bulbophyllum rubiferum ingår i släktet Bulbophyllum och familjen orkidéer. Inga underarter finns listade i Catalogue of Life.